# Người Việt tại Hungary
Người Việt tại Hungary là nhóm cư dân ở Hungary xuất xứ từ Việt Nam hoặc mang dòng máu người Việt. Tính đến cuối năm 2016 thì tổng số là khoảng 5.000. Đại đa số họ tập trung ở Budapest.

## Lịch sử

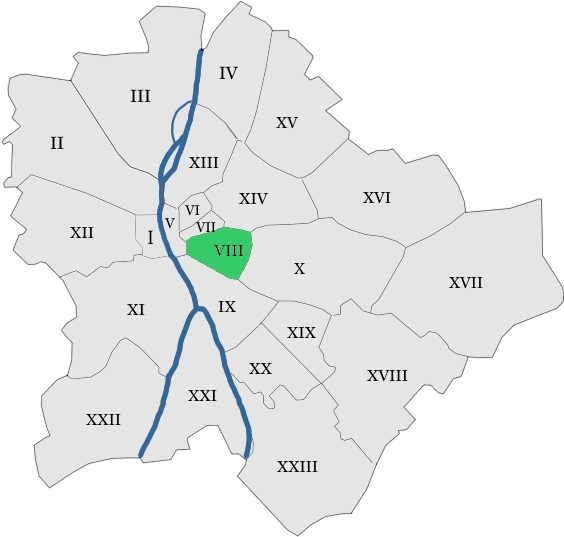
Quận 8 Budapest

Người Việt sang Hungary bắt đầu từ thập niên 1950 dưới dạng sinh viên du học từ Việt Nam Dân chủ Cộng hòa. Đa số học xong thì về nước chứ không phải là di dân. Đến năm 1989 thì đã có 4.000 học sinh người Việt sang Hung đi học. Khi chính thể cộng sản bị giải thể ở Hungary thì bang giao hai nước gián đoạn. Mãi đến thế kỷ 21 thì chính phủ Hungary mới tái lập chương trình phát học bổng cho sinh viên Việt Nam, trong số này là một nhóm đã lưu lại nhập tịch thành dân Hungary.

## Kinh tế
Về mặt kinh tế, nơi sinh hoạt chính là chợ bán sỉ "Bốn con hổ" bên tả ngạn sông Danube thuộc Quận 8 Budapest và Trung tâm Thăng Long, thành lập năm 2005. Trước đó từ năm 2002 đã có Hội Doanh nghiệp Việt Nam và năm 2008 thì ra mắt Hiệp hội người Việt tại Hungary; đây hai tổ chức chính của cộng đồng người Việt. Ngoài ra là Hội Phật tử Việt Nam tại Hungary thuộc chùa Tuệ Giác, Budapest.

## Văn hóa
Trong những khuôn mặt người Việt được nhiều người biết đến ở Hung là ca sĩ Anh Khoa, sang định cư năm 1989 sau khi lập hôn thú với Irina, con gái đại sứ Hungary ở Việt Nam.

### Báo chí
Đặc biệt là về truyền thông, năm 2001 xuất hiện tạp chí Nhịp cầu thế giới do du học sinh, nghiên cứu sinh người Việt tại Hungary chủ trương. Nhịp cầu thế giới lúc đầu là báo giấy nhưng đến năm 2007 thì theo dạng báo trực tuyến trên mạng, làm cơ quan truyền thông độc lập của người Việt tại Hung. Tờ báo được sự ủng hộ tinh thần của đại sứ Hungary ở Hà Nội là Szász Dénes. Vợ ông là người Việt.

## Phạm pháp
Ngoài ngả chính thức, một số người Việt lẻn vào Hungary qua ngả đường lậu do các nhóm buôn người móc nối, thường dính dáng với các băng đảng tội phạm buôn ma túy. Theo nhà chức trách Âu châu thì các các nhóm này đa số gốc ở Hải Phòng, thường làm giả giấy tuyển lao động để che mắt cảnh sát. Năm 2010 trong số 40 trại trồng cần sa ở thủ đô Budapest thì gần như tất cả đều có người Việt làm việc. Nhà chức trách đã mở những vụ càn quét bắt dân lậu.